# Louis Eugène Roy
Louis Eugène Roy (ur. 1861, zm. 27 października 1939) – haitański bankier, prezydent państwa od 15 maja do 18 listopada 1930 r.
W tym okresie Haiti pozostawało po amerykańską okupacją. Roy został wybrany na urząd prezydenta przez amerykańskiego generała Johna H. Russella, który sprawował w Haiti urząd Wysokiego Komisarza i faktycznie rządził krajem. Podczas krótkiej prezydentury głównym jego obowiązkiem był nadzór nad przeprowadzeniem nowych wyborów do parlamentu haitańskiego. Gdy parlament w listopadzie 1930 r. wybrał Sténio Vincenta na urząd prezydenta, Roy ustąpił.